# Heri Joensen
Heri Joensen (født 21. februar 1973) er en færøsk musiker, der er mest kendt som forsanger i heavy metalbandet Týr. Heri blev født i Thorshavn på Færøerne, hvilket har haft en indflydelse for hans sange. I 2010 udgav han albummet Heljareyga, hvor alle tekster var på færøsk.

## Tidligt liv og karriere
Heri Joensen blev født i hovedstaden på Færøerne, Thorshavn 21. februar 1973, men opvoksede den lille landsby Lambi.
I en alder af 14 begyndte han at spille guitar, og da han var 17 spillede han sammen med lokale bands. På dette tidspunkt flyttede han til den, efter færøske forhold, store fiskerby Runavík.
Ligesom mange andre fra Færøerne flyttede Joensen til Danmark for at uddanne sig yderligere. Her mødte han Kári Streymoy og sammen startede de Týr. Heris oprindelige plan var at uddanne sig inden for indoeuropæiske sprog, men da han brugte det meste af sin tid på at spille guitar, og dumpede mange kurser, besluttede han at skifte karriere og gik på musikkonservatoriet i København kaldet Det Alternative Rytmiske Konservatorium (D.A.R.K.). Mellem 2000 og 2003 studerede han på D.A.R.K., og skrev speciale i guitar, vokal og senere musikteori.
I 2013 indskrev Joensen sig på Færøernes Universitet for at studere færøsk og færøsk litteratur

## Andet arbejde
I april 2012 var Joensen involveret i en online videodebat med kaptajn Paul Watson for Animal Planet-serien Whale Wars. Joensen forsvarede hvalfangst på Færøerne.
Joensen er også kendt for sinde sprogkundskaber. Han taler færøsk, dansk, norsk, islandsk, engelsk og tysk.
Han har lavet nogle få gæsteoptrædener, inklusive en guitarsolo på Alestorms "Barrett's Privateers", kor på "Sons of Winter and Stars" af Wintersun (på albummet Time I) og vokal på Ensiferums cover sangen "Vandraren" på albummet From afar, der oprindeligt er indspillet af Nordman.

## Udstyr
Joensen er kendt for at spille på 7-strenget guitar. På scenen bruger han en guitar af mahogni, der er fremstillet af det færøske firma Bjarnastein.